# 伊吹和子
伊吹 和子（いぶき かずこ、1929年3月19日 –2015年12月16日）は、日本の編集者、エッセイスト。

## 経歴
京都市の呉服屋に生まれる。女学校卒業後、京都大学文学部国語学国文学研究室に嘱託として勤務。1953年から澤瀉久孝らの推薦で谷崎潤一郎の助手となり、『谷崎潤一郎訳源氏物語』の口述筆記を担当した。旧仮名遣いと文学的素養を見込まれての抜擢であった。1958年から1年間光華女子学園の学園長秘書を務めた。1959年、中央公論社社員となる。谷崎の口述筆記は一時の中断を挟みつつ、12年ほど続いた。1961年からは川端康成担当編集者となる。
1984年に定年退職した後、谷崎との思い出を連載。1994年、『われよりほかに』として単行本化され、日本エッセイスト・クラブ賞を受賞した。
2015年12月16日、急性心不全で死去。86歳没。

## 著書
- 『編集者作法』（日本エディタースクール出版部、1989年）
- 『われよりほかに　谷崎潤一郎 最期の十二年』（講談社、1994年／講談社文芸文庫（上下）、2001年）
- 『川端康成 瞳の伝説』（PHP研究所、1997年）。回想と9名との対談
- 『めぐり逢った作家たち』（平凡社、2009年）
  - 谷崎潤一郎・川端康成・井上靖・司馬遼太郎・有吉佐和子・水上勉を回想